# Анаполис (Мериленд)
Анаполис (енгл. Annapolis) град је у САД у савезној држави Мериленд и њен главни град.  По подацима из 2008. године у граду је живело 36.524 становника.

## Географија
Анаполис се налази на надморској висини од 12 m. 

## Демографија
По попису из 2010. године број становника је 38.394, што је 2.556 (7,1%) становника више него 2000. године.
|                   | 2010.           | 2000.           |
| Укупно            | 38 394 (100,0%) | 35 838 (100,0%) |
| Белци             | 20 532 (53,48%) | 21 137 (58,98%) |
| Афроамериканци    | 9 981 (26,00%)  | 11 267 (31,44%) |
| Хиспаноамериканци | 6 448 (16,79%)  | 2 301 (6,421%)  |
| Азијати           | 809 (2,107%)    | 650 (1,814%)    |
| Остали            | 624 (1,625%)    | 483 (1,348%)    |

## Партнерски градови
- Талин
- Dumfries
- Annapolis Royal
- Редвуд Сити
- Њупорт
- Вексфорд
- Нитерој
- Рошфор